# Maverick Sabre
Maverick Sabre, pseudonimo di Michael Stanford (Hackney, 12 luglio 1990), è un cantautore e rapper britannico.

## Biografia

### Infanzia
Sabre è nato a Hackney, vicino a Londra. All'età di 4 anni, la sua famiglia si è trasferita a New Ross, dove il ragazzo è cresciuto. Seguendo il consiglio del musicista inglese Plan B, tornò a Londra per avviare una carriera musicale.

### 2008–2010: Gli inizi della carriera
La carriera di Sabre è iniziata nel 2008 quando apparve nelle tracce "Lucky" e"Used to Blame" dell'album Sense the Terror dei rapper irlandesi Terawrizt e Nu-Centz. Inoltre è apparso nell'EP Propaganda di Johnnyboy e Intox e rilasciò le sue proprie tracce, tra cui "Lonely Side of Life" e "Fade Away". La carriera di Maverick Sabre ha preso uno slancio nel 2009 quando, dopo aver collaborato con Jermicide e Danny Digg nell'album Middle Class, per le tracce "Afraid", "Where We Go to", e "Still With Me", fece una performance su SB.TV con la canzone "They Found Him a Gun" e poi una su BBC 1Xtra, sul programma 'Jail Tales', durante cui cantò "These Walls". Sabres poi tornò a lavorare con i suoi primi collaboratori, collaborando nell'album Written in Stone di Terawritz e nell'album Sense The Terror 2 di Ne-Centz, su tracce come "Life Fly By". Il 25 novembre 2010, Sabre rilasciò nel Regno Unito il suo mixtape di esordio, The Travelling Man, in download digitale gratuito; in esso è contenuta anche la traccia "Sometimes" insieme a un video promozionale per accompagnare il brano.
Il 6 gennaio 2011, "Sometimes" fu rilasciato come singolo da Impala Records. Sabre partecipa al secondo album in studio del duo drum and bass Chase & Status: No More Idols. Inoltre prende regolarmente parte alle esibizioni live della canzone "Sleepless", insieme a Chase & Status, anche se nessuna versione in studio è stata mai rilasciata. Sabre è apparso anche nel quarto singolo di Professor Green, "Jungle", estratto il 3 gennaio 2011 dall'album Alive Till I'm Dead. Il singolo ha esordito alla numero 34 della UK Singles Chart, per poi raggiungere la posizione 31 la settimana seguente. Il 28 febbraio 2011, Maverick rilasciò il suo singolo di debutto "Look What I Done", estratto dall' EP The Lost Words, pubblicato il 7 marzo 2011. Il 19 aprile 2011, Sabre si esibì allo show americano Later… with Jools Holland. Dopo la sua performance di "Wonderwall" degli Oasis durante BBC Radio 1, l'EP di Maverick The Lost Words raggiunse la posizione numero 2 nella classifica dell'iTunes Store. Nel 2011, il rapper apparve nel tour Science & Faith Tour dei The Script, in supporto della band irlandese, cantando la sua canzone "Let Me Go", entrata nella UK Singles Chart alla posizione numero il 16 agosto 2011.

### 2011–2013:Lonely Are the Brave
Il 25 luglio 2011, "Let Me Go" venne rilasciata come singolo. L'album di esordio di Maverick Sabre, Lonely Are The Brave, fu pubblicato il 6 febbraio 2012. Successivamente, entrarono in circolazione radiofonica i singoli "I Need", "What Have I Done To You" e "No One". Sabre collaborò poi nella traccia "We'll Never Know" dei rapper Akala e Logic. Il 29 gennaio 2012, Sabre fu ospite della sessione Sunday Night Sessions della trasmissione The Late Show with Joanne Good trasmessa da BBC London 94.9.

### 2014–2015:Innerstanding
Il 9 aprile 2014, Sabre pubblicò il video per il singolo "Breathe".
Il 24 luglio 2014, Sabre rilasciò un video per il remix di "Emotion (Ain't Nobody)", feat. Chip, Devlin e George the Poet. I due brani anticiparono l'album Innerstanding, pubblicato il 31 October 2015.

### 2019-2021:When I wake up, Don't Forget to Look Up
Il 22 marzo 2019, Sabre ha pubblicato il suo terzo album in studio dal titolo “When I Wake Up”  Nel luglio 2020 pubblica l'EP You Know How It Feels, preceduto da alcuni singoli. Nel gennaio 2022 ha pubblicato il suo quarto album Don't Forget to Look Up, preceduto da tre singoli.

## Discografia

### Album
- 2012 – Lonely Are the Brave
- 2015 – Innerstanding
- 2019 – When I Wake Up
- 2022 – Don't Forget to Look Up

### EP
- 2011 – The Lost Words
- 2020 – You Know How It Feels

### Singoli
- 2011 – Let Me Go
- 2011 – I Need
- 2012 – No One
- 2012 – I Used to Have It All
- 2012 – These Days
- 2014 – Emotions (Ain't Nobody)
- 2015 – Walk Into the Sun
- 2015 – Come Fly Away
- 2018 – Follow the Leader (con George The Poet; feat. Jorja Smith)
- 2018 – Drifting
- 2018 – Her Grace (feat. Chronixx)
- 2019 –  Slow Down (feat. Jorja Smith)
- 2019 – Glory
- 2020 – Lonely Side of Life
- 2020 – Through It All (feat. DJ Zinc)
- 2020 – Push on Thru (con Brady Watt e Ras Kass)
- 2020 – Don't You Know by Now
- 2020 – Signs
- 2021 – Not Easy Love (feat. Demae)
- 2021 – Walk These Days
- 2021 – Can't Be Wrong